# Verfassungsreferendum
Ein Verfassungsreferendum oder auch konstitutives Referendum ist ein speziell auf die Verfassung bezogenes Referendum und ein Instrument der direkten Demokratie. Die im Referendum zur Entscheidung stehende Frage kann sich dabei auf die Verfassung als Ganzes (so genannte Totalrevision), oder auch nur auf Teilbereiche (z. B. einen einzelnen Artikel) beziehen. Ein Verfassungsreferendum kann – muss aber nicht – zugleich ein obligatorisches (d. h., seine Abhaltung ist rechtlich zwingend vorgesehen) oder ein fakultatives Referendum (d. h., es wurde durch die Sammlung einer festgelegten Zahl von Unterschriften Wahlberechtigter anberaumt) sein.

## Das Verfassungsreferendum in den deutschsprachigen Staaten

### Deutschland
Das Grundgesetz für die Bundesrepublik Deutschland wurde nicht durch eine Volksabstimmung angenommen, sondern im Mai 1949 durch Abstimmungen in den Landesparlamenten der teilnehmenden Länder ratifiziert. Dieses Verfahren hatten die Ministerpräsidenten im Juli 1948 in Verhandlungen mit den Militärgouverneuren durchgesetzt, um den Charakter des Grundgesetzes als Provisorium zu betonen.
Auf gesamtstaatlicher Ebene ist ein Verfassungsreferendum nur für den Fall der Anerkennung einer das Grundgesetz ablösenden Verfassung vorgesehen (Art. 146 GG). Ein davon abweichendes Verfassungsreferendum, beispielsweise über eine durch den Bundestag vorgenommene Änderung des Grundgesetzes, ist, wenn auch nicht explizit verboten, so doch im Grundgesetz derzeit nicht vorgesehen. Für ein Verfassungsreferendum sieht das Grundgesetz kein Quorum vor.
In der Mehrheit der Bundesländer ist das Verfassungsreferendum ebenfalls explizit vorgesehen. In vielen – analog zum Bund – im Falle einer Totalrevision der Landesverfassung, in einigen kann darüber hinaus ein solches Referendum auch auf Wunsch des Parlamentes angesetzt werden, und in Bayern und Hessen unterliegt sogar jede Änderung der Landesverfassung einem obligatorischen, also zwingend durchzuführenden Verfassungsreferendum. Im Gegensatz zu dem in allen deutschen Ländern bestehenden Instrument des Volksentscheids ist in keinem Bundesland für ein Referendum ein Quorum vorgesehen.

### Österreich
Auf Bundesebene ist in Österreich eine Volksabstimmung zwingend für den Fall einer Gesamtänderung der Bundesverfassung vorgesehen. Darüber hinaus ist ein Gesetzesbeschluss, der eine Verfassungsänderung enthält, einer Volksabstimmung zu unterziehen, wenn dies von einem Drittel der Mitglieder des Nationalrates oder einem Drittel der Mitglieder des Bundesrates verlangt wird. Rechtsgrundlage ist für beide Fälle Art. 44 Abs. 3 B-VG.
Nach den Landesverfassungen sind auf Verfassungsänderungen teilweise die für die Landesgesetzgebung generell geltenden Vorschriften, teilweise besondere Vorschriften anzuwenden. Art. 23 des Salzburger Landes-Verfassungsgesetzes 1999 und Art. 35 der Vorarlberger Landesverfassung stehen für bestimmte Fälle zwingende Volksabstimmungen über Verfassungsänderungen vor.

### Schweiz
In der Schweiz unterliegen alle Änderungen der Bundesverfassung einem obligatorischen Verfassungsreferendum. Für dieses gilt, wie bei allen anderen direktdemokratischen Instrumenten auch (z. B. Volksabstimmung, Fakultatives Referendum) kein Quorum. Die gleiche Regelung bezüglich Verfassungsreferenden (obligatorisch und ohne Quorum) gilt auch in allen Kantonen der Schweiz für die Kantonsverfassungen.